# Ledella lingulifer
Ledella lingulifer is een tweekleppigensoort uit de familie van de Nuculanidae. De wetenschappelijke naam van de soort is voor het eerst geldig gepubliceerd in 1994 door Kilburn.